# Dorival das Neves Ferraz Júnior
Dorival das Neves Ferraz Júnior (født 13. april 1987) er en brasiliansk fodboldspiller.